# Maria Straszewska-Rettinger
Maria Aniela Straszewska-Rettinger primo voto Potocka (ur. 23 maja 1918 w Krakowie, zm. 23 października 2011 w Skolimowie) – polska reżyser teatralna, odznaczona medalem Sprawiedliwy wśród Narodów Świata.

## Życiorys
Była córką Henryka Straszewskiego - doktora filozofii Uniwersytetu Jagiellońskiego oraz Janiny z Woźniakowskich. W kwietniu 1941 roku wyszła za mąż za Jerzego Przemysława Potockiego. Małżeństwo Potockich ukrywało Żydów w swoim domu w Skawinie, część z nich zatrudniając. Po zakończeniu II wojny światowej, w 1949 roku związek rozpadł się, a w 1951 roku Maria Straszewska wyszła za mąż za Andrzeja Rettingera - aktora i reżysera teatralnego. Jej przybranym synem jest Dominik W. Rettinger - reżyser i scenarzysta.

Początki jej reżyserskiej kariery związane były z łódzkim Teatrem Wojska Polskiego. Następnie pracowała jako asystent reżysera oraz samodzielny reżyser w teatrach m.in. w Łodzi (Teatr Nowy), Szczecinie (Teatry: Współczesny i Polski), Jeleniej Górze (Teatr Dolnośląski), Lublinie (Teatr im. Juliusza Osterwy) oraz Zielonej Górze (Teatr Ziemi Lubuskiej). Od lat 60. XX wieku związana była głównie ze scenami Wrocławia - najpierw z Teatrami Dramatycznymi, a następnie z Teatrem Polskim, gdzie przez wiele lat pełniła funkcję kierownika artystycznego. 

## Odznaczenia i nagrody
W 1972 roku została uhonorowana Odznaką Budowniczego Wrocławia, natomiast w 1976 roku - Srebrnym Krzyżem Zasługi. 3 grudnia 1984 roku Maria Straszewska-Rettinger oraz jej były mąż Jerzy Potocki zostali odznaczeni medalami Sprawiedliwy wśród Narodów Świata.
W dziedzinie twórczości teatralnej otrzymała następujące nagrody:
- 1961 - I Kaliskie Spotkania Teatralne - Nagroda Główna za reżyserię przedstawienia „Człowiek z budki suflera” Tadeusza Rittnera
- 1963 - IV Wrocławski Festiwal Polskich Sztuk Współczesnych - nagroda za reżyserię przedstawienia „Niepokój przed podróżą” Jerzego Broszkiewicza
- 1977 - XVII Kaliskie Spotkania Teatralne - nagroda za reżyserię przedstawienia „Tato, tato sprawa się rypła” Ryszarda Latki